# Björna 208:1
Björna 208:1 är en samisk härd som tillhört en boplats vid Svartsjöbäcken söder om Lägstaån i Björna, i Örnsköldsviks kommun. Härden  upptäcktes 1991 av Anette Färjare och inventerades i samband med upptäckten.

## Beskrivning
Härden är i det närmaste rektangulär 1,55 x 0,75 meter och 10 centimeter hög. Kring kanten finns fyra synliga stenar. Härden är delvis stenfylld, med skörbrända stenar. Härden är belägen i tallskog på en platå, intill Svartsjöbäcken.